# Гідроксиноркетамін
Гідроксиноркетамін (англ. Hydroxynorketamine), або 6-гідроксиноркетамін — другорядний активний метаболіт анестетика та антидепресанта кетаміну. Він утворюється шляхом гідроксилювання норкетаміну, іншого метаболіту кетаміну. Станом на кінець 2019 року гідроксиноркетамін проходить клінічні дослідження для лікування депресії.
Основним метаболітом кетаміну є норкетамін (80 %). Норкетамін вторинно перетворюється на 4-, 5- та 6-гідроксиноркетаміни (15 %), головним чином 6-гідроксиноркетамін. Кетамін також перетворюється на гідроксикетамін (5 %). Як такий, біоактивований гідроксиноркетамін становить менше 15 % дози кетаміну.

## Фармакологія
На відміну від кетаміну і норкетаміну, гідроксиноркетамін неактивний як анестетик і психостимулятор. Відповідно, він має дуже слабку спорідненість до рецептора NMDA (Ki = 21,19 мкМ і > 100 мкМ для (2S , 6S)-гідроксиноркетаміну і (2R , 6R)-гідроксиноркетаміну, відповідно). Однак гідроксиноркетамін все ще демонструє біологічну активність, оскільки було встановлено, що він діє як потужний і селективний негативний алостеричний модулятор α7-нікотинового ацетилхолінового рецептора (IC50 < 1 мкМ). Більше того, (2S, 6S)-гідроксиноркетамін було протестовано та виявлено, що він підвищує функцію мішені рапаміцину у ссавців|, маркера антидепресивної активності кетаміну, набагато сильніше, ніж сам кетамін (0,05 нМ для (2S, 6S)-гідроксиноркетамін, 10 нМ для (S)-норкетаміну та 1000 нМ для (S)-кетаміну (ескетаміну), відповідно), дія, яка, як спостерігалося, тісно корелює з їхньою здатністю інгібувати α7-нікотиновий ацетилхоліновий рецептор. Це відкриття призвело до необхідності переоцінки розуміння швидких антидепресивних ефектів кетаміну та їх механізмів. Проте подальше дослідження виявило, що дегідроноркетамін, який є потужним і селективним антагоністом α7-нікотинового ацетилхолінового рецептора, подібно до гідроксиноркетаміну, неактивний у тесті на вимушене плавання в дозах до 50 мг/кг у мишей, на відміну від кетаміну та норкетаміну, які ефективні в дозах 10 мг/кг і 50 мг/кг відповідно.
У травні 2016 року дослідження, опубліковане в журналі «Nature», показало, що гідроксиноркетамін, зокрема (2S, 6S; 2R, 6R)-гідроксиноркетамін, відповідає за антидепресивну дію кетаміну на мишей; введення (2R, 6R)-гідроксиноркетаміну продемонструвало ефекти, подібні до антидепресантів кетамінового типу, а запобігання метаболічному перетворенню кетаміну в гідроксиноркетамін блокувало антидепресивні ефекти вихідної сполуки. Оскільки (2R, 6R)-гідроксиноркетамін, на відміну від кетаміну, не є антагоністом NMDA-рецептора до клінічно значущого ступеня та не спричинює дисоціативних або ейфоричних ефектів, в результаті було зроблено висновок, що антидепресивні ефекти кетаміну можуть насправді не опосередковуватися через NMDA-рецептор. Це попередній результат, оскільки все ще потрібне підтвердження того, що результати транслюються на людей, але варто відмітити, що опубліковані дані про людей показують позитивний зв'язок між реакцією на антидепресанти кетаміну та рівнями (2S, 6S; 2R, 6R)-гідроксиноркетаміну в плазмі. Відповідно до уявлення про те, що NMDA-рецептор не відповідає за антидепресивну дію кетаміну, дизоцилпін (MK-801), який зв'язується та блокує ту саму ділянку на NMDA-рецепторі, що й кетамін, не має ефектів, подібних до антидепресантів. Крім того, отримані дані пояснюють, чому інші антагоністи рецепторів NMDA, такі як мемантин, ланіцемін і траксопродил, досі не продемонстрували кетаміноподібний антидепресивний ефект у клінічних дослідженнях на людях. Замість того, щоб діяти як блокатор рецептора NMDA, (2R, 6R)-гідроксиноркетамін посилює активацію AMPA-рецептора через наразі невідомий/невизначений механізм. Гідроксиноркетамін активно досліджується для можливого клінічного використання, і є надія, що використання його замість кетаміну зменшить різні проблеми (такі як зловживання та дисоціація) використання самого кетаміну в лікуванні депресії.
Проте дослідження, проведене в червні 2017 року, показало, що (2R, 6R)-гідоксиноркетамін насправді блокує NMDA-рецептор, подібно до кетаміну. Ці висновки свідчать про те, що ефект (2R, 6R)-гідроксиноркетаміну подібний до антидепресантів, може насправді не залежати від NMDA-рецепторів і що він може діяти подібно до кетаміну.
Встановлено, що кетамін, (2R, 6R)-гідроксиноркетамін і (2S, 6S)-гідроксиноркетамін є можливими лігандами рецептора естрогену ERα (IC50 = 2,31, 3,40 і 3,53 мкМ відповідно).
У 2024 році було виявлено, що гідроксиноркетамін діє як дуже потужний позитивний алостеричний модулятор опіатних рецепторів, у тому числі μ-опіатного рецептора. Це є його спільною рисою з кетаміном і норкетаміном. Усі вони активні в цій дії при дуже низьких концентраціях, зокрема 1 нМ. Кетамін, норкетамін і гідроксиноркетамін можуть потенціювати ефекти ендогенних опіоїдів, таких як мет-енкефалін, і екзогенних опіоїдів, таких як морфін. Позитивна алостерична модуляція опіоїдних рецепторів цими сполуками може бути залучена до їхніх терапевтичних ефектів, наприклад, їх антидепресивних і знеболювальних ефектів.

## Дослідження
(2R, 6R)-гідроксиноркетамін розробляється Національним інститутом психічного здоров'я у США для лікування депресії. Станом на кінець 2019 року він перебуває на I фазі клінічних досліджень для цього показання. Він також розробляється під кодовою назвою «SPL-801-B Cybin» для депресивних розладів.